# Иван Митев
Иван Иванов Митев е български професор, педиатър-кардиоревматолог и откривател на шестия сърдечен тон, наречен „тон на Митев“.

## Живот и кариера
Иван Митев се ражда на 4 октомври 1924 г. в село Крушовица, област Враца. През 1950 г. завършва медицина в Медицински университет-София. След това започва работа като главен инспектор по майчинство и детство в отдел „Народно здраве“ в Русе (1950). През 1953 г. е повишен в началник на отдела.
През 1960 г. става научен сътрудник в Научния институт по педиатрия. През 1972 г. става старши научен сътрудник, а след 6 години – ръководител на детската клиника по сърдечно-съдови и колагенови заболявания. От 1980 г. е директор на Клиниката по сърдечно-съдови заболявания, а 5 години по-късно – директор на Института и главен специалист по педиатрия в България до пенсионирането му през 1989 г.
Иван Митев умира на 15 април 2006 година.

## Откритието
През 1972 г., докато преслушва сърцето на пациент, долавя допълнителен тон. Несигурен в своето откритие, продължава преглеждането на други пациенти, като се опитва да долови наличието на този допълнителен тон. През 1974 г. Иван Митев дава гласност на своето откритие в бр. 4 на списание „Педиатрия“. Откритието му е признато през 1980 г. В негова чест е издадена единствената по рода си марка в света, свързана с кардиологията, наречена „VI тон“. 
| „ | В началото на 1972 г. при фонокардиография на деца с недостатъчност на аортната клапа, бяхме привлечени от регистрацията на нискофреквентни телесистолични добавъчни колебания под формата на 1 – 2 зъбеца, откъснати от I и II тон… За изясняване на находката направихме поликардиографско изследване на 26 души с изолирана недостатъчност на аортната клапа. При 12 от тях се записа допълнителен нискофреквентен тон. Тъй като такъв тон се записва и у здрави, счетохме, че е правилно да се нарича шести сърдечен тон. | “ |